# Musanze
Musanze ist einer von 15 Sektoren im Distrikt Musanze in der Nordprovinz von Ruanda.

## Geographie
Musanze hat eine Fläche von 32,9 km² und liegt auf einer Höhe von etwa 2090 m. Der Sektor unterteilt sich in die fünf Zellen Cyabagarura, Garuka, Kabazungu, Nyarubuye und Rwambogo. Nachbarsektoren sind im Norden Nyange, im Nordosten Cyuve, im Südosten Muhoza, im Süden Kimonyi, im Südwesten Shingiro und im Nordwesten Kinigi. Im Norden liegt der Sektor an der Stadt Kinigi. Durch die Osthälfte des Sektors fließt etwa in Südrichtung der Muhe, ein Zufluss des Rwebeya.

## Bevölkerung
Nach der Volkszählung von 2022 betrug die Einwohnerzahl 47.720 Einwohner. Zehn Jahre zuvor waren es 31.864, was einem jährlichen Bevölkerungszuwachs von 4,1 Prozent zwischen 2012 und 2022 entspricht.

## Bildung und Forschung
Im Sektor liegt das Institute of Applied Sciences Ruhengeri (französisch Institut D’enseignement Superieur De Ruhengeri, INES), eine private Universität und Forschungsinstitut. Sie wurde 2003 als Université Internationale au Rwanda (UNIR) gegründet.

## Verkehr
Durch die Osthälfte des Sektors verläuft eine District Road in Nordwest-Südost-Richtung.